# 樱井真一郎
櫻井真一郎（日语：さくらい　しんいちろう，1929年4月3日—2011年1月17日）是日本一位汽车工程师。

## 生平
出生于日本神奈川縣橫濱市，毕业于横滨国立大学，于1952年加入王子汽车公司当底盘工程师，之后积极的参与第一代日产天际线（skyline）的开发。他一直负责日产天际的一切工程开发，直到日产总公司把工程接手，续而研发日产MID4工程。樱井真一郎于1986年获委任为日产属下Autech公司的总裁。他一直在汽车领域效力直到去世。
2011年1月17日心衰竭在東京都世田谷區的玉川医院去世，享年81歲。